# Idaea maronitaria
Idaea maronitaria là một loài bướm đêm trong họ Geometridae.